# Platydipteron balli
Platydipteron balli är en tvåvingeart som beskrevs av Brown 1994. Platydipteron balli ingår i släktet Platydipteron och familjen puckelflugor.
Artens utbredningsområde är Costa Rica. Inga underarter finns listade i Catalogue of Life.